# جلال ميرزاييف
ميرزاييف جلال صابر أوغلو (بالأذربيجانية:Mirzəyev Cəlal Sabir oğlu) هو دبلوماسي أذربيجاني، يشغل منصب سفير أذربيجان لدى إندونيسيا منذ عام 2019.
السيد جلال صابر أوغلو ميرزاييف، سفير جمهورية أذربيجان لدى جمهورية سنغافورة، هو دبلوماسي محترف يتمتع بخبرة تزيد عن 20 عامًا في الدبلوماسية الثنائية والمتعددة الأطراف.
انضم السيد ميرزاييف إلى وزارة الخارجية الأذربيجانية في عام 1999. وعمل في البعثة الدائمة لأذربيجان لدى الأمم المتحدة في نيويورك من 2001 إلى 2003، وفي بعثة أذربيجان لدى منظمة حلف شمال الأطلسي (الناتو) في بروكسل من 2003 إلى 2003. 2005. انضم إلى الإدارة الإقليمية الأولى (الغربية) بوزارة الخارجية الأذربيجانية في عام 2005، قبل أن يتم تعيينه سكرتيرًا أول في سفارة أذربيجان في ماليزيا في عام 2007. وعاد إلى الإدارة الإقليمية الأولى (الغربية) بوزارة الخارجية الأذربيجانية وزارة الخارجية في عام 2009 كرئيس قسم. شغل السيد ميرزاييف أيضًا منصب نائب الممثل الدائم لدى مجلس أوروبا في ستراسبورغ من عام 2011 إلى عام 2015، ثم تولى لاحقًا منصب نائب رئيس إدارة الأمريكتين بوزارة الخارجية الأذربيجانية في أكتوبر 2015. وشغل منصب القائم بالأعمال. في هولندا من سبتمبر 2017 حتى تعيينه سفيرًا لدى إندونيسيا في سبتمبر 2019. كما شغل منصب سفير لدى رابطة دول جنوب شرق آسيا (آسيان) منذ عام 2020.
السيد ميرزاييف حاصل على ماجستير الآداب في العلاقات الدولية من جامعة باكو الحكومية. وهو متزوج وله ثلاثة أطفال، ويتحدث الإنجليزية والفرنسية والروسية.